# Temoac
Temoac é um município do estado de Morelos, no México.

## Demografia
O censo populacional de 2000 estimou uma população de 12 065 habitantes, sendo 8 058 mulheres e 7 786 homens.